# Marcello Norberth
Marcello Norberth (16. ledna 1937 – 5. března 2024) byl italský divadelní fotograf.

## Životopis
Norberth se narodil v San Ginesio, v regionu Marche, vystudoval Accademia di Belle Arti ve Florencii a poté se přestěhoval do Říma, kde zahájil svou činnost profesionálního fotografa, rovněž spolupracoval s magazínem Vogue. V 70. letech se specializoval jako jevištní fotograf, spolupracoval mimo jiné s Eduardem De Filippo, Nikitou Michalkovem, Peterem Steinem, Alvisem Hermanisem, Luigim Squarzinou, Mauriziem Scaparrem, Orazio Costa, Mario Missiroli, Massimo Castri(it), Giancarlo Cobelli, Luca De Filippo.
Norberth je nejznámější pro své spojení s Lucou Ronconim, kterému sloužil jako fotograf téměř u všech jeho divadelních děl. Ronconi ho popsal jako „jediného, kdo dokázal zachytit podstatu jeho práce“. Zemřel v Římě dne 5. března 2024 ve věku 87 let 